# Recensement de la Roumanie de 2002

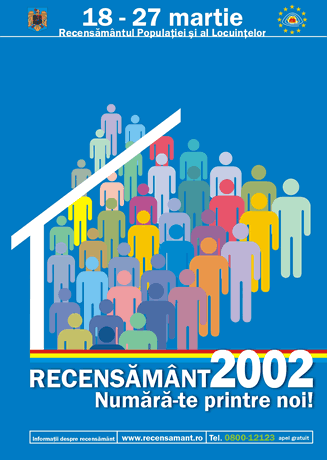

Le recensement de 2002 en Roumanie est réalisé par l'Institut national de statistique, dans la période du 18 au 27 mars 2002 et fait suite au recensement de 1992.

## Répartition ethnique
| Ethnicité    | Nombre     | %     |
| ------------ | ---------- | ----- |
| Roumains     | 19 409 400 | 89,5  |
| Hongrois     | 1 434 377  | 6,6   |
| Roms         | 535 250    | 2,5   |
| Ukrainiens   | 61 091     | 0,3   |
| Allemands    | 60 088     | 0,3   |
| Lipovènes    | 36 397     | 0,2   |
| Turcs        | 32 596     | 0,2   |
| Tatars       | 24 137     | 0,1   |
| Serbes       | 22 518     | 0,1   |
| Slovaques    | 17 199     | 0,1   |
| Bulgares     | 8 092      | 0,0   |
| Croates      | 6 786      | 0,0   |
| Grecs        | 6 513      | 0,0   |
| Juifs        | 5 870      | 0,0   |
| Tchèques     | 3 938      | 0,0   |
| Polonais     | 3 671      | 0,0   |
| Italiens     | 3 331      | 0,0   |
| Chinois      | 2 249      | 0,0   |
| Améniens     | 1 780      | 0,0   |
| Csángós      | 1 370      | 0,0   |
| Macédoniens  | 731        | 0,0   |
| Albanais     | 520        | 0,0   |
| Ruthènes     | 262        | 0,0   |
| Carashovènes | 207        | 0,0   |
| Slovènes     | 175        | 0,0   |
| Gagaouzes    | 45         | 0,0   |
| Autres       | 13 653     | 0,1   |
| Non déclarée | 5 935      | 0,0   |
| Total        | 21 698 181 | 100,0 |